# Povídky nebožtíka Ivana Petroviče Bělkina
Povídky nebožtíka Ivana Petroviče Bělkina (1830, Повести покойного Ивана Петровича Белкина) je soubor pěti nevelkých povídek ruského romantického básníka, prozaika a dramatika Alexandra Sergejeviče Puškina (1799–1837). Povídkovou sbirku vydal Puškin nejprve pod pseudonymem Ivan Petrovič Bělkin (odtud název cyklu) a jednotlivým povídkám proto předchází vydavatelská poznámka s portrétem Bělkina, jejich údajného autora.
Cyklus, česky také někdy vydávaný pod názvem Bělkinovy povídky reaguje na jednoduchý vkus masového čtenáře vylíčením „neuvěřitelných historek“. Zároveň však rafinovaně paroduje tehdejší obehrané sentimentální zápletky a klišé, ironizuje módní hrdiny a také zakládá tradici „malého člověka“ (neurození hrdinové z obyčejného prostředí) v ruské literatuře. Každá povídka polemicky míří proti určitému literárnímu stylu a jeho charakteristickému syžetu. Všechny povídky jsou údajně inspirovány skutečnou událostí, jsou zasazeny do malých ruských vesnic a vypovídají o životě tehdejších lidí. Jsou zábavné, lehce ironické a úsměvné a čiší z nich duch romantismu.

## Obsah povídek cyklu
Cyklus se skládá z těchto povídek:
- Výstřel (Выстрел), povídka je o carském důstojníkovi Silviovi, který i po letech chce dokončit souboj, ve kterém měl jeho protivník první výstřel, kterým ale schválně prostřelil Silviovi čepici. Silvia pak vyvedlo z míry, že si jeho soupeř z hrozící smrti nic nedělal, klidně jedl třešně a Silvia si skoro nevšímal. Proto Silvio v souboji nepokračoval. Nyní zjistil, že se jeho soupeř žení a chtěl vědět, jak se bude k smrti stavět teď, když už má co ztratit. Znovu ho nechal vystřelit jako prvního a jeho protivník opět schválně střelil vedle a trefil obraz na stěně. Nyní se ho Silvio chystal zabít, když v tom přišla do pokoje mladá nevěsta. Silvio si to při pohledu na ní rozmyslel a před odchodem jen tak bez míření vystřelil po obrazu a trefil kulku svého soka.
- Metelice (Метель), povídka vypráví o dívce Marje, která byla zamilována do chudého vojáka Vladimíra. Protože to byla velmi bohatá nevěsta, jejímu otci se její vztah s Vladimírem nelíbil. Proto se mladí milenci rozhodli, že spolu utečou. Chtěli se také nechat oddat, a tak Vladimír zamluvil v sousední vesnici kostel, faráře a svědky. Ve svatební den však zuřila silná sněhová bouře. Marja do kostela šťastně dojela, ale Vladimír však takové štěstí neměl. V bouři zabloudil, a když už se do kostela dostal, nikdo tam nebyl. Zkroušený Vladimír po několika týdnech odešel dobrovolně do války, ačkoli ho mezitím rodiče Marjy téměř přijali jako vhodného ženicha. Marja se totiž vrátila po noci čekání v kostele promrzlá a v horečkách. Celou dobu o Vladimírovi blouznila a její rodiče se shodli na tom, že jestli ho tolik miluje, tak že si ho může vzít. Po Vladimírově nevysvětlitelném odchodu upadla Marja do stavu osamělosti a odmítala všechny nabídky k sňatku a zůstávala věrná své lásce i dlouho poté, co Vladimír v boji zahynul. Jednoho dne ale potkala mladého plukovníka Burmina a mladí lidé se do sebe zamilovali. Když si chtěl Burmin s Marjou promluvit, myslela si, že jí jde požádat o ruku. On jí však svěřil strašné tajemství – byl ženatý a tento svazek platil navzdory tomu, že plukovník svou manželku v životě neviděl, neboť si jí před několika lety při silné sněhové vánici ze žertu vzal omdlelou v kostele.
- Majitel pohřebního ústavu (Гробовщик), povídka líčí, jak majitel pohřebního ústavu Prochorov šel jednoho večera na oslavu, kde si z jeho povolání dělali hosté legraci. Toho tak popudilo, že se urazil a přísahal, že na svou oslavu pozve raději nebožtíky, protože ti se mu aspoň nebudou smát. Jaké bylo jeho překvapení, když po příchodu domů objevil pokoj plný mrtvol, které čekaly na svého hostitele. Prochorov byl z toho tak vystrašený, že omdlel. Probudil se pak ve své posteli a zjistil, že se mu vše zdálo v alkoholovém opojení.
- Staniční dozorce (Станционный смотритель), povídka vypráví o staničním dozorci a jeho krásné dceři, která jednoho dne odjela s mladým husarem a vzala si ho. Stali se z nich boháči, ale manžel nechtěl, aby se jeho žena stýkala se svým otcem. Dozorce tedy žil po zbytek života sám v chudobě, propadl alkoholu a zemřel opuštěný a utrápený představami, že jeho dcera žije jako všechny svedené a opuštěné dívky. Na konci povídky se ale dozvídáme, že na něho jeho dcera přece jen nezanevřela a vzpomněla si na něj, ačkoli už na usmíření bylo příliš pozdě. Na místo svého dětství se totiž vrátila až po otcově smrti, a tak se aspoň zašla podívat na jeho hrob.
- Slečna-selka (Барышня-крестьянка), povídka se nese čistě v romantickém a veselém duchu. Dva staří šlechtici se nemají rádi, ovšem dcera jednoho z nich, Líza, se zamiluje do Alexeje, což je syn druhého šlechtice. Jednoho dne konečně přišla na to, jak se ke svému vyvolenému přiblížit. Převlékla se za obyčejnou selku a vypravila se do lesa, o kterém věděla, že v něm bude tou dobou Alexej lovit. Oba se setkali a mladíkovi se Líza, vydávající se za chudou dívku pod jménem Akulina, zalíbila. Problém nastal v okamžiku, kdy se oba šlechtici usmířili a dohodli se na sňatku svých potomků, což Alexej odmítl. Líza tak byla donucena odhalit svou pravou totožnost. Autor povídku zakončil netradičně těsně před očekávaným závěrem a to omluvou čtenáři, že snad může být ušetřen popisu dalších událostí, které jsou zřejmé. Podle povídky napsal roku 1913 český skladatel Oskar Nedbal operetu Polská krev.

## Filmové adaptace
- Slečna-selka (1915, Барышня-крестьянка), Rusko, režie Olga Preobraženskaja, němý film,
- Poštmistr (1925, Кoллeжcкий регистратор), Sovětský svaz, režie Jurij Želabruskij, němý film, podle povídky Staniční dozorce,
- Nostalgie (1937), Francie, režie Viktor Tourjansky, podle povídky Staniční dozorce,
- Výstřel (1939, Coups de feu), Francie, režie René Barberis,
- Poštmistr (1940, Der Postmeister), Německo, režie Gustav Ucicky, podle povídky Staniční dozorce,
- Výstřel (1942, Un colpo di pistola), Itálie, režie Renato Castellani,
- Staniční dozorce (1946, Rakkuaden risti), Finsko, režie Teuvo Tulio,
- Staniční dozorce (1949, Uçuruma dogru), Turecko, režie Sadan Kamil,
- Metelice (1964, Метель), Sovětský svaz, režie Vladimir Basov,
- Výstřel (1966, Выстрел), Sovětský svaz, režie Naum Trachtenberg,
- Staniční dozorce (1972, Станционный смотритель), Sovětský svaz, režie Sergej Solovjov, televizní, film,
- Metelice (1972, Und der Regen verwischt jede Spur), NSR, režie Alfred Vohrer,
- Slečna-selka (1995, Барышня-крестьянка), Rusko, režie Alexej Sacharov,

## Česká vydání
- Piková dáma a jiné novely, F. Šimáček, Praha 1894, přeložil Vilém Mrštík, svazek obsahuje mimo jiné i Povídky Bělkina,
- Kapitánova dcerka a ostatní povídky prosou, Jan Otto, Praha 1899, svazek obsahuje mimo jiné i Povídky Bělkina v překladu Olgy Kalašové, znovu 1920.
- Výstřel, Josef R. Vilímek, Praha 1913, přeložil Vladimír Feršman,
- Šlechtična jako venkovské děvče, I. L. Kober, Praha 1919, přeložil V. Rieti,
- Piková dáma a jiné povídky, Sfinx, Praha 1927, přeložil František Zpěvák, svazek obsahuje mimo jiné i Povídky nebožtíka Ivana Petroviče Bělkina,
- Piková dáma a jiné povídky, Melantrich, Praha 1931, svazek obsahuje mimo jiné i Povídky nebožtíka Ivana Petroviče Bělkina v překladu Bohumila Mathsesia, znovu Svět sovětů, Praha 1960, Odeon, Praha 1972, Albatros, Praha 1975 a Levné knihy KMa, Praha 2004.
- Povídky Bělkinovy, Svaz ruských válečných invalidů, Praha 1937, přeložila Hana Dostálová,
- Povídky veršem i prózou, Melantrich, Praha 1938, svazek obsahuje mimo jiné i Povídky nebožtíka Ivana Petroviče Bělkina v překladu Bohumila Mathsesia,
- Piková dáma a ostatní krásná prosa, Josef R. Vilímek, Praha 1945, přeložil Jaroslav Janeček, svazek obsahuje mimo jiné i Povídky nebožtíka Ivana Petroviče Bělkina,
- Výbor z díla I. , Svoboda, Praha 1949, svazek obsahuje mimo jiné i Povídky nebožtíka Ivana Petroviče Bělkina v překladu Bohumila Mathsesia,
- Výstřel, Metelice, Staniční dozorce, Mladá fronta, Praha 1951, přeložil Bohumil Mathesius,
- Povídky, SNKLHU, Praha 1955, svazek obsahuje mimo jiné i Povídky nebožtíka Ivana Petroviče Bělkina v překladu Bohumila Mathsesia,
- Výbor z díla, SNDK, Praha 1955, svazek obsahuje mimo jiné i Povídky nebožtíka Ivana Petroviče Bělkina v překladu Bohumila Mathsesia, znovu Albatros, Praha 1981,
- Bělkinovy povídky, SNKLHU, Praha 1965, přeložil Bohumil Mathesius, znovu Odeon, Praha 1986 a Garamond, Praha 2007.
- Tři karty, Odeon, Praha 1975, svazek obsahuje mimo jiné i Povídky nebožtíka Ivana Petroviče Bělkina v překladu Bohumila Mathsesia,
- V bouři zrál můj hlas, Mladá fronta, Praha 1975, svazek obsahuje mimo jiné i povídky Metelice a Majitel pohřebního ústavu v překladu Bohumila Mathsesia,
- Piková dáma a jiné prózy, Lidové nakladatelství, Praha 1980, svazek obsahuje mimo jiné i Povídky nebožtíka Ivana Petroviče Bělkina v překladu Bohumila Mathsesia,
- Slečna-selka, Supraphon, Praha 1980, přeložila Helena Glancová,
- Vánice, Vyšehrad, Praha 2000, přeložila Alena Morávková.